# Vicus di Podere Cannicci
Il vicus di Podere Cannicci è un insediamento di età ellenistica situato nel territorio di Civitella Paganico, nella provincia di Grosseto, lungo il medio corso del fiume Ombrone.
L'insediamento di Podere Cannicci fu scoperto casualmente nel 1989 durante i lavori per la posa in opera del metanodotto SNAM. In seguito alla segnalazione del rinvenimento, l’area fu oggetto di scavi archeologici di emergenza condotti dalla Soprintendenza Archeologica per la Toscana, che portarono alla prima identificazione delle strutture del vicus e al recupero di materiali significativi, tra cui ceramica votiva e resti architettonici. È oggetto di scavi sistematici a partire dal 2017 nell’ambito dell’IMPERO Project (Interconnected Mobility of People and Economy along the River Ombrone) coordinati dal Department of Classics dell'University at Buffalo.

## Storia
L'insediamento si sviluppò a partire dalla conquista romana del territorio di Rusellae, e si inserisce in un paesaggio già frequentato in età etrusca, come dimostra la presenza di un luogo sacro attestato sin dal V secolo a.C.. Il vicus crebbe tra la fine del IV secolo a.C. e gli inizi del I secolo a.C., sfruttando la riorganizzazione amministrativa e agraria dell’ager Rusellanus.
Tra le caratteristiche principali dell’insediamento vi sono ampie aree destinate all’immagazzinamento delle derrate alimentari, accanto a atelier specializzati nella lavorazione del ferro e alla produzione ceramica. Le strutture rinvenute includono ambienti produttivi, spazi residenziali e infrastrutture idrauliche. Tra i reperti più significativi figurano materiali ceramici di pregio, oggetti di vita quotidiana e utensili legati alle attività artigianali, che testimoniano la vitalità economica e la complessità funzionale del sito.
L’insediamento fu però colpito da una violenta distruzione negli anni ’80 del I secolo a.C., verosimilmente causata dalle truppe di Lucio Cornelio Silla durante le guerre civili. L’incendio che ne seguì segnò la fine del vicus, che fu abbandonato completamente subito dopo. Nonostante ciò, una strada glareata che attraversava l’insediamento continuò a essere utilizzata almeno fino al periodo tardo romano, testimoniando la persistenza della viabilità nel territorio anche dopo la cessazione della funzione residenziale e produttiva del sito.

## Necropoli
A breve distanza dall’area del vicus, in posizione lievemente rialzata rispetto al piano insediativo, è stata individuata una necropoli di epoca ellenistica, utilizzata tra il II e gli inizi del I secolo a.C. Le sepolture, tutte ad incinerazione, presentano una camera circolare scavata nella roccia della collina e pseudo-dromos di ingresso.
Alcune tombe restituivano corredi funerari composti da ceramica fine, anfore, balsamari e oggetti in metallo, fornendo importanti informazioni sulle pratiche funerarie e sul livello sociale della comunità locale. 

## Santuario
Sebbene non sia ancora stato individuato un vero e proprio edificio sacro, la presenza di un santuario rurale nei pressi del vicus è dedotta dai ritrovamenti votivi emersi durante gli scavi del 1989, in un’area centrale rispetto all’insediamento. Il materiale votivo, rinvenuto in deposito secondario, comprende ceramica d’offerta, oggetti in bronzo, statuette e ex voto anatomici in terracotta.
Questi elementi permettono di ipotizzare l’esistenza di un luogo di culto attivo dalla fine del V secolo a.C. fino alla fine del II secolo a.C., frequentato ben prima della formazione del vicus romano. La tipologia degli oggetti votivi indica un culto probabilmente legato alla salute, alla fertilità e alla protezione delle attività agricole, coerente con il contesto rurale in cui si inserisce.
Il santuario costituisce una testimonianza importante della continuità della religiosità locale tra età etrusca e romana, e del ruolo persistente dei culti tradizionali in ambito extraurbano, anche dopo l’integrazione del territorio nel dominio romano.